# Ducati nella nobiltà italiana

Corona propria del titolo di duca.

Nel corpo della nobiltà italiana sono elencati 320 titoli ducali che si suddividono come segue:
- Feudi di rango ducale: davano alla famiglia loro feudataria il rango di "Duca".[1] [2]
- Titoli ducali privi di feudo: il titolo ducale si appoggiava sul cognome della famiglia o su un predicato legato a un luogo o a un'impresa, come nel caso dei titoli della vittoria.[1][2]

Di fondamentale importanza è specificare che, nonostante i ducati italiani si suddividevano nelle categorie sopra elencate, essi erano totalmente equiparati in grado e dignità, ed è altrettanto importante specificare che un individuo poteva essere titolare di più di un titolo ducale e che il possesso di un titolo non escludeva il possesso di un altro titolo nobiliare; dunque, vi potevano essere persone che erano duchi di due o più feudi contemporaneamente.
Nella scala gerarchica nobiliare adottata dal Regno d'Italia, il titolo di Duca si posizionava sopra il titolo di Marchese e sotto quello di Principe.
Di seguito sono riportate tutte le famiglie che erano in possesso di un titolo ducale al momento della fine del Regno d'Italia, con rispettivo stemma (se disponibile) secondo quanto riportato nel Libro d'oro della nobiltà italiana. 
Nell'elenco non sono compresi i titoli ducali di rango reale, come Duca d'Aosta per i Savoia, o ducati in possesso di famiglie ex-sovrane, come duca di Parma per i  Borbone.
| Stemma | Famiglia                                                | Regione     | Titolo                           |
| --- | ------------------------------------------------------- | ----------- | -------------------------------- |
| Stemma della famiglia Acquarone | Acquarone (D')                                          | Liguria     | Duca                             |
| Stemma della famiglia Acquaviva d'Aragona | Acquaviva D'Aragona                                     | Puglie      | Duca di Atri                     |
| Stemma della famiglia Acquaviva d'Aragona | Acquaviva D'Aragona                                     | Puglie      | Duca di Nardò                    |
| Stemma della famiglia Acquaviva d'Aragona. | Acquaviva D'Aragona                                     | Puglie      | Duca di Noci                     |
| Stemma della famiglia Acquaviva d'Aragona. | Acquaviva D'Aragona                                     | Puglie      | Duca di Casalaspro E Pietragalla |
| Stemma della famiglia Agraz | Agraz                                                   | Sicilia     | Duca di Castelluzzo              |
| Stemma della famiglia Airoldi di Robbiate | Ajroldi                                                 |             | Duca di Cruyllas                 |
| Stemma della Casa degli Aldobrandini. | Aldobrandini                                            | Lazio       | Duca di Carpineto                |
| Stemma della Casa degli Aldobrandini. | Aldobrandini                                            | Lazio       | Duca di Sarsina                  |
| Stemma della famiglia D'Alessandro | Alessandro (D')                                         | Campania    | Duca di Pescolanciano            |
| Stemma della famiglia Alliata | Alliata (I linea Principi di Villafranca)               | Sicilia     | Duca di Salaparuta               |
| Stemma della famiglia Alliata | Alliata (I linea Principi di Villafranca)               | Sicilia     | Duca di Saponara                 |
| Stemma della famiglia Alliata | Alliata (IV Linea Duchi Pietratagliata)                 | Sicilia     | Duca di Pietratagliata           |
| Stemma della casa Altieri | Altieri                                                 | Lazio       | Duca di Monterano                |
| Stemma degli Álvarez de Toledo | Alvarez de Toledo                                       | Spagna      | Duca di Bivona Di Ferrandina     |
| Stemma degli Álvarez de Toledo | Alvarez de Toledo                                       | Spagna      | Duca di Montalto                 |
| Stemma degli Álvarez de Toledo | Alvarez de Toledo                                       | Spagna      | Duca di Medina Sidonia           |
| Stemma degli Álvarez de Toledo | Alvarez de Toledo                                       | Spagna      | Duca di Bivona                   |
| Stemma della famiglia Andreozzi | Andreozzi Bernini                                       | Umbria      | Duca di Assergio                 |
| Stemma famiglia d'Aquino | Aquino (d')                                             | Campania    | Duca di Casoli                   |
| Stemma famiglia d'Aquino | Aquino (d')                                             | Campania    | Duca di Torremaggiore            |
| Stemma famiglia d'Aquino | Aquino (d')                                             | Campania    | Duca di Grottaglie               |
| Stemma della famiglia Arezzo | Arezzi                                                  | Sicilia     | Duca di San Filippo              |
| Stemma della famiglia Asinari | Asinari Rossillon Di Bernezzo                           |             | Duca                             |
| Stemma della famiflia d'Avalos | Avalos (D')                                             | Campania    | Duca                             |
| Stemma della famiglia Avarna | Avarna                                                  |             | Duca di Gualtieri                |
| Stemma della famiglia Avati | Avati                                                   |             | Duca di Santo Pietro             |
| Stemma famiglia Valva | Ayala (D') Valva                                        |             | Duca di Valverde                 |
| Stemma della famiglia Badoglio | Badoglio                                                |             | Duca di Addis Abeba              |
| Stemma nobiliare della famiglia Del Balzo | Balzo (Del) (De Baux)                                   | Campania    | Duca di Presenzano               |
| Stemma nobiliare della famiglia Del Balzo | Balzo (Del) (De Baux) Linea Caprigliano                 | Campania    | Duca di Caprigliano              |
| Stemma Bartoli - Pistoia | Bartoli                                                 |             | Duca di Castelpoto               |
| Arme Paternò Castello | Battiato Paterno' Castello                              |             | Duca                             |
| stemma ancora da disegnare | Berlingieri (Ramo Ducale)                               |             | Duca di Casalnuovo               |
| stemma ancora da disegnare | Bermúdez de Castro                                      | Spagna      | Duca di Ripalda                  |
| stemma ancora da disegnare | Bermúdez de Castro                                      | Spagna      | Duca di Santa Lucia              |
| Blasonatura: Di rosso al semivolo d'argento abbassato | Bevilacqua Ariosti                                      | Romagna     | Duca di Tornano                  |
| stemma ancora da disegnare | Bianchi Di Castelbianco D.La Torre                      |             | Duca di Serravalle               |
| stemma ancora da disegnare | Bianconcini Persiani                                    |             | Duca di Mignano                  |
| Stemma famiglia Morra | Biondi-Morra                                            | Campania    | Duca di Mancusi                  |
| Stemma famiglia Morra | Biondi-Morra (Linea Belforte)                           | Campania    | Duca di Belforte                 |
| Stemma della famiglia italiana Boncompagni-Ludovisi | Boncompagnoni Ludovisi                                  | Toscana     | Duca di Sora e Arce              |
| Stemma della famiglia italiana Boncompagni-Ludovisi | Boncompagnoni Ludovisi                                  | Toscana     | Duca di Monterotondo             |
| Stemma Bonelli di Salci | Bonelli                                                 | Umbria      | Duca di Salci                    |
| Stemma della famiglia Borbone d'Orleans | Borbone D'Orleans                                       | Francia     | Duca di Galliera                 |
| Lo stemma di casa Borghese | Borghese                                                | Toscana     | Duca di Palombara                |
| Lo stemma di casa Borghese | Borghese                                                | Toscana     | Duca di Poggio Nativo            |
| Lo stemma di casa Borghese | Borghese                                                | Toscana     | Duca diCastel Chiodato           |
| Lo stemma di casa Borghese | Borghese                                                | Toscana     | Duca di Canemorto (Ovinio)       |
| stemma ancora da disegnare | Branca Di Romanico                                      |             | Duca di Peschiera                |
| Stemma della famiglia Brancaccio di Gaeta. D'azzurro a quattro branche di leone d'oro, divise da un palo d'argento caricato di tre aquile di rosso, spiegate al volo.                                                                                | Brancaccio                                              |             | Duca di Lustra                   |
| Stemma della famiglia Braschi | Braschi Onesti                                          |             | Duca di Nemi                     |
| stemma ancora da disegnare | Brunas Serra                                            |             | Duca di Cardinale                |
| stemma ancora da disegnare | Brunetti Gayoso                                         |             | Duca di Monteacuto               |
| Arma della famiglia Caetani | Caetani                                                 | Lazio       | Duca di Sermoneta                |
| Arma della famiglia Caetani | Caetani                                                 | Lazio       | Duca di San Marco                |
| Stemma della famiglia Caffarelli | Caffarelli                                              | Lazio       | Duca                             |
| stemma ancora da disegnare | Camerini                                                |             | Duca                             |
| stemma ancora da disegnare | Canevaro                                                |             | Duca di Castelvari               |
| stemma ancora da disegnare | Canevaro                                                |             | Duca di Zoagli                   |
| Stemma famiglia | Capece Galeota                                          | Campania    | Duca di Regina                   |
| Stemma famiglia | Capece Minutolo                                         | Campania    | Duca di Del Sasso                |
| stemma ancora da disegnare | Caputo                                                  |             | Duca                             |
| Stemma famiglia Caracciolo Rossi | Caracciolo Rossi                                        | Campania    | Duca di Atripalda                |
| Stemma famiglia Caracciolo Rossi | Caracciolo Rossi (Ramo dei p.pi di Torella)             | Campania    | Duca di Lavello                  |
| Stemma famiglia Caracciolo Pisquizi | Caracciolo Pisquizi (R. di Villa e Cellamare)           | Campania    | Duca di Gesso                    |
| Stemma famiglia Caracciolo Pisquizi | Caracciolo Pisquizi (R. di Villa e Cellamare)           | Campania    | Duca di Sant'Elia                |
| Stemma famiglia Caracciolo Pisquizi | Caracciolo Pisquizi (R. di Villa e Cellamare)           | Campania    | Duca di Castel Di Sangro         |
| Stemma famiglia Caracciolo Pisquizi | Caracciolo Pisquizi (Ramo di Castagneto)                | Campania    | Duca di Melito                   |
| Stemma famiglia Caracciolo Rossi | Caracciolo Pisquizi (Ramo Di Marano)                    | Campania    | Duca di Montesardo               |
| Stemma famiglia Caracciolo Rossi | Caracciolo Pisquizi (Ramo Di Marano)                    | Campania    | Duca di Resigano                 |
| Stemma famiglia Caracciolo Rossi | Caracciolo Pisquizi (Ramo Di Marano)                    | Campania    | Duca di Pomigliano D'Atella      |
| Stemma famiglia Caracciolo Rossi | Caracciolo Pisquizi (Ramo Di Melissano)                 | Campania    | Duca di Barrea                   |
| Stemma famiglia Caracciolo Rossi | Caracciolo Pisquizi (Ramo Di Santeramo)                 | Campania    | Duca di Traetto                  |
| Stemma famiglia Caracciolo Rossi | Caracciolo Rossi (Ramo dei p.pi di Fiorino)             | Campania    | Duca di Belcastro                |
| Stemma famiglia Caracciolo Rossi | Caracciolo Rossi (Ramo dei p.pi di Vietri)              | Campania    | Duca di Vietri                   |
| Stemma famiglia Caracciolo Rossi | Caracciolo Rossi (Ramo dei p.pi di Vietri)              | Campania    | Duca di Casamassima              |
| Stemma famiglia Caracciolo Rossi | Caracciolo Rossi (Ramo di Brienza-Spinoso)              | Campania    | Duca di Bernalda                 |
| Stemma famiglia Caracciolo Rossi | Caracciolo Rossi (Ramo di San Vito)                     | Campania    | Duca di San Vito                 |
| Stemma famiglia Caracciolo Rossi | Caracciolo Rossi (Ramo di San Vito)                     | Campania    | Duca di Laurino                  |
| Stemma famiglia Caracciolo Rossi | Caracciolo Rossi (Ramo di San Vito)                     | Campania    | Duca di Flumeri                  |
| Stemma della famiglia Carafa | Carafa                                                  |             | Duca di Bruzzano                 |
| Stemma della famiglia Carafa | Carafa                                                  |             | Duca di Andria                   |
| Stemma della famiglia Carafa | Carafa                                                  |             | Duca di Castel Del Monte         |
| Stemma della famiglia Carignani | Carignani                                               | Campania    | Duca di Novoli                   |
| Stemma della famiglia Carignani | Carignani (Linea Di Tolve)                              | Campania    | Duca di Tolve                    |
| stemma ancora da disegnare | Castromediano Di Limburg                                |             | Duca di Morciano                 |
| Partito: nel 1° d'azzurro, al leone rivolto d'oro coronato dello stesso (Catalano); nel 2° d'argento, alla croce patente di rosso accantonata da 4 aquile di nero, affrontate a due a due, sul tutto uno scudetto fasciato d'oro e di nero (Gonzaga) | Catalano Gonzaga                                        | Calabria    | Duca di Cirella                  |
| stemma ancora da disegnare | Catemario                                               |             | Duca di Quadri                   |
| stemma ancora da disegnare | Cathelineau (De)                                        |             | Duca di Laurito                  |
| Stemma del casato di Catteneo | Cattaneo (Cattaneo della Volta)                         | Liguria     | Duca di Casalmaggiore            |
| Stemma del casato di Cesi | Cesi                                                    |             | Duca di Acquasparta              |
| Stemma della casata Chigi dopo il 1503 | Chigi Albani della Rovere                               | Lazio       | Duca di Ariccia                  |
| Stemma della casata Chigi dopo il 1503 | Chigi Albani della Rovere                               | Lazio       | Duca di Fornello                 |
| Stemma Cialdini | Cialdini                                                |             | Duca di Gaeta                    |
| Stemma della casa di Cicala dopo il 1432 | Cigala                                                  |             | Duca di Gimigliano               |
| stemma ancora da disegnare | Cito                                                    | Campania    | Duca                             |
| stemma ancora da disegnare | Cito-Filomarino                                         |             | Duca di Perdifumo                |
| Stemma della famiglia Colonna | Colonna (Barberini Colonna di Sciarra)                  | Lazio       | Duca di Montelibretti            |
| Stemma della famiglia Colonna | Colonna (linea dei Principi di Paliano)                 | Lazio       | Duca di Paliano                  |
| Stemma della famiglia Colonna | Colonna (linea dei Principi di Paliano)                 | Lazio       | Duca di Marino                   |
| stemma ancora da disegnare | Confalone                                               |             | Duca                             |
| stemma ancora da disegnare | Corio                                                   |             | Duca di Calvello                 |
| Stemma famiglia Corsini | Corsini                                                 | Toscana     | Duca di Casigliano               |
| Stemma famiglia Corsini | Corsini                                                 | Toscana     | Duca di Civitella                |
| Stemma dei Corvino | Corvino                                                 |             | Duca di Altavilla                |
| Stemma dei Corvino | Corvino                                                 |             | Duca di Villalaga                |
| | Coscia                                                  |             | Duca di Paduli                   |
| | Costa Sanseverino                                       | Campania    | Duca di Erchie                   |
| | Costa Sanseverino                                       | Campania    | Duca di Ielzi                    |
| stemma ancora da disegnare | Crescimanno                                             |             | Duca di Albafiorita              |
| | Crivelli                                                | Lombardia   | Duca di Rocca Imperiale          |
| | Crivelli Serbelloni                                     | Lombardia   | Duca                             |
| stemma ancora da disegnare | Curatolo                                                |             | Duca di Castelmonte              |
| stemma ancora da disegnare | De Ferrari                                              | Liguria     | Duca                             |
| | Dentice di Accadia                                      |             | Duca di Accadia                  |
| | Diaz (Diaz Della Vittoria Pallavicini)                  | Campania    | Duca Della Vittoria              |
| stemma ancora da disegnare | Dusmet (Ramo Ducale)                                    |             | Duca                             |
| stemma ancora da disegnare | Fardella                                                |             | Duca di Cumia                    |
| stemma ancora da disegnare | Faso (Lo)                                               | Germania    | Duca di Serradifalco             |
| stemma ancora da disegnare | Fatta                                                   |             | Duca di Castrofilippo            |
| stemma ancora da disegnare | Ferrari (De)                                            |             | Duca                             |
| | Ferretti (Ferretti Di Castelferretti)                   |             | Duca                             |
| stemma ancora da disegnare | Fici                                                    |             | Duca di Amalfi                   |
| stemma ancora da disegnare | Frezza                                                  |             | Duca di San Felice               |
| stemma ancora da disegnare | Friozzi                                                 |             | Duca di Castrovillari            |
| stemma ancora da disegnare | Friozzi                                                 |             | Duca di Seminara                 |
| | Gaetani dell'Aquila d'Aragona                           |             | Duca di Laurenzana               |
| | Gallarati - Scotti                                      |             | Duca di San Pietro In Galatina   |
| stemma ancora da disegnare | Garofalo                                                |             | Duca di Rotino                   |
| | Gaudiosi                                                | Francia     | Duca di Canosa                   |
| stemma ancora da disegnare | Ghezzi                                                  |             | Duca di Carpignano               |
| | Giovanni (de)                                           |             | Duca di Santa Severina           |
| | Giovanni (Di o de)                                      |             | Duca di Precacore                |
| stemma ancora da disegnare | Giovene                                                 | Campania    | Duca di Girasole                 |
| stemma ancora da disegnare | Giudice (Del)                                           |             | Duca di Tortore                  |
| stemma ancora da disegnare | Giusino                                                 |             | Duca di Belsito                  |
| stemma ancora da disegnare | Giusso                                                  |             | Duca di Galdo                    |
| | Giustiniani Bandini                                     |             | Duca di Mondragone               |
| | Granito di Belmonte                                     |             | Duca di Acerenza                 |
| | Gravina (ramo dei P.pi di Montevago)                    | Sicilia     | Duca di San Michele              |
| stemma ancora da disegnare | Grazioli                                                |             | Duca                             |
| stemma ancora da disegnare | Gregorio (De) Cattaneo                                  |             | Duca di Noja                     |
| | Grua (la)                                               | Sicilia     | Duca di Grotte (Le)              |
| | Grua (la)                                               | Sicilia     | Duca di Villareale               |
| | Grua (la)                                               | Sicilia     | Duca                             |
| | Guarini                                                 | Puglia      | Duca di Poggiardo                |
| stemma ancora da disegnare | Gurgo                                                   | Lombardia   | Duca di Castelmenardo            |
| | Hardouin (Hardouin Di Gallese)                          | Francia     | Duca di Gallese                  |
| stemma ancora da disegnare | Ilari                                                   |             | Duca di Furnari                  |
| | Imperiali (Imperiale)                                   | Liguria     | Duca                             |
| stemma ancora da disegnare | Invitti                                                 |             | Duca di Roccavecchia             |
| | Lante (Montefeltro) Della Rovere                        | Lazio       | Duca                             |
| | Lanza (p.pi di Trabia primo ramo)                       | Sicilia     | Duca di Camastra                 |
| | Lanza (p.pi di Trabia primo ramo)                       | Sicilia     | Duca di Branciforte              |
| | Lanza (p.pi di Trabia primo ramo)                       | Sicilia     | Duca di Santa Lucia              |
| stemma ancora da disegnare | Lecca Ducagini Di Guevara Suardo                        |             | Duca                             |
| stemma ancora da disegnare | Lerma (De)                                              |             | Duca di Castelmezzano            |
| stemma ancora da disegnare | Lerma (De)                                              |             | Duca di Celenza                  |
| stemma ancora da disegnare | Liguoro (De)                                            |             | Duca di Canzano                  |
| stemma ancora da disegnare | Loffredo                                                |             | Duca di Ossada                   |
| stemma ancora da disegnare | Lombardo                                                |             | Duca di Cumia                    |
| | Lucchesi Palli                                          |             | Duca di Grazia (La)              |
| | Maio (De)                                               |             | Duca di San Pietro               |
| | Malvezzi (Malvinni)                                     |             | Duca di Santa Candida            |
| stemma ancora da disegnare | Manca                                                   |             | Duca di Asinara                  |
| stemma ancora da disegnare | Manca                                                   |             | Duca di Valle Ombrosa            |
| stemma ancora da disegnare | Maresca (Ramo Primogenito)                              | Campania    | Duca di Serracapriola            |
| stemma ancora da disegnare | Maresca (Ramo Primogenito)                              |             | Duca di Salandra                 |
| stemma ancora da disegnare | Marigliano                                              | Campania    | Duca di Del Monte                |
| stemma ancora da disegnare | Marulli (Ramo Dei Duchi D'Ascoli)                       | Campania    | Duca di Ascoli                   |
| | Marzano                                                 | Puglia      | Duca di Sessa                    |
| | Marzano                                                 | Puglia      | Duca di Cellole                  |
| | Marzano                                                 | Puglia      | Duca di Squillace                |
| | Massari Zavaglia                                        |             | Duca di Fabriago                 |
| | Massimo                                                 | Lazio       | Duca di Anticoli Corrado         |
| stemma ancora da disegnare | Mastelloni                                              |             | Duca di Castelpagano             |
| stemma ancora da disegnare | Mastelloni                                              |             | Duca di Lauriano                 |
| stemma ancora da disegnare | Mastrilli                                               |             | Duca di Gallo                    |
| | Medici (de)                                             | Toscana     | Duca di Sarno                    |
| stemma ancora da disegnare | Melzi D' Eril                                           | Lombardia   | Duca di Lodi                     |
| stemma ancora da disegnare | Migliaccio                                              |             | Duca di Sant'Agata               |
| | Moncada                                                 | Spagna      | Duca di San Giovanni             |
| | Monfort (Monforte)                                      |             | Duca di Laurito                  |
| stemma ancora da disegnare | Montalto                                                |             | Duca di Fragnito                 |
| stemma ancora da disegnare | Montaperto                                              |             | Duca di Santa Elisabetta         |
| stemma ancora da disegnare | Montevecchio (Di) Martinozzi Benedetti                  |             | Duca di Ferentillo               |
| stemma ancora da disegnare | Morbilli                                                |             | Duca di Sant'Angelo              |
| stemma ancora da disegnare | Morbilli                                                |             | Duca di Frosolone                |
| | Morra                                                   | Campania    | Duca di Mancusi                  |
| | Morra                                                   |             | Duca di Bovalino                 |
| | Morra                                                   |             | Duca di Cantalupo                |
| | Morra                                                   |             | Duca di Calvizzano               |
| stemma ancora da disegnare | Napoli Rampolla (Di)                                    |             | Duca di Campobello               |
| stemma ancora da disegnare | Niutta                                                  | Albania     | Duca                             |
| stemma ancora da disegnare | Notaristefani (De)                                      |             | Duca di Vastogirardi             |
| | Odescalchi                                              | Lombardia   | Duca di Sirmio                   |
| | Odescalchi                                              | Lombardia   | Duca di Bracciano                |
| stemma ancora da disegnare | Ondes (D')                                              | Savoia      | Duca di Isola                    |
| | Orsini                                                  | Lazio       | Duca di Gravina                  |
| stemma ancora da disegnare | Pape'                                                   |             | Duca di Prato Ameno              |
| stemma ancora da disegnare | Parodi Giusino                                          |             | Duca di Belsito                  |
| | Paternò (Linea Duchi di Roccaromana, M.Si del Toscano)  | Sicilia     | Duca di Roccaromana              |
| | Paternò (Linea Duchi di San Nicola, Conti di Montecupo) | Sicilia     | Duca di San Nicola               |
| | Paternò (Linea Duchi di San Nicola, Conti di Montecupo) | Sicilia     | Duca di Pozzomauro               |
| | Paternò (Linea Paternò Castello D.Hi di Carcaci)        | Sicilia     | Duca di Carcaci                  |
| | Paternò (Linea dei Duchi Paternò Castello)              | Sicilia     | Duca                             |
| stemma ancora da disegnare | Patrizi Di Ripacandida                                  |             | Duca di Castelgaragnone          |
| stemma ancora da disegnare | Petra                                                   |             | Duca di Caccuri                  |
| stemma ancora da disegnare | Petra                                                   |             | Duca di Pesche                   |
| stemma ancora da disegnare | Petrone                                                 |             | Duca di Sessa                    |
| stemma ancora da disegnare | Pezzo (Del)                                             |             | Duca di Caianiello               |
| Stemma casa de Pignatelli | Pignatelli (Linea Di Montecalvo)                        | Campania    | Duca di Montecalvo               |
| Stemma casa de Pignatelli | Pignatelli (Linea Di Terranova)                         | Campania    | Duca di Terranova                |
| Stemma casa de Pignatelli | Pignatelli (Linea Di Terranova)                         | Campania    | Duca di Bellosguardo             |
| Stemma casa de Pignatelli | Pignatelli (Linea Di Terranova)                         | Campania    | Duca di Girifalco                |
| Stemma casa de Pignatelli | Pignatelli (Linea Di Terranova)                         | Campania    | Duca di Lacconia                 |
| Stemma casa de Pignatelli | Pignatelli (Linea Di Terranova)                         | Campania    | Duca di Orta                     |
| stemma ancora da disegnare | Pini Di San Miniato                                     |             | Duca                             |
| stemma ancora da disegnare | Piromallo Capece Piscicelli                             | Spagna      | Duca di Capracotta               |
| stemma ancora da disegnare | Pironti                                                 | Campania    | Duca di Campagna                 |
| stemma ancora da disegnare | Porcinari                                               |             | Duca di Gagliati                 |
| stemma ancora da disegnare | Positani                                                |             | Duca                             |
| stemma ancora da disegnare | Posta (Della)                                           |             | Duca di Civitella Alfedena       |
| stemma ancora da disegnare | Proto                                                   |             | Duca di Alvito                   |
| stemma ancora da disegnare | Quarto                                                  |             | Duca                             |
| stemma ancora da disegnare | Quinones De Leon                                        |             | Duca di Santo Mango              |
| stemma ancora da disegnare | Rati Opizzoni                                           |             | Duca                             |
| stemma ancora da disegnare | Ravaschieri Fieschi                                     |             | Duca di Roccapiemonte            |
| | Riario Sforza                                           | Campania    | Duca                             |
| | Riario Sforza                                           | Campania    | Duca di S. Paolo                 |
| stemma ancora da disegnare | Riseis (De)                                             |             | Duca di Bovino                   |
| stemma ancora da disegnare | Riseis (De)                                             |             | Duca di Castell'Airola           |
| stemma ancora da disegnare | Riseis (De)                                             |             | Duca di Taormina                 |
| stemma ancora da disegnare | Rivera (O Riviera)                                      | Abbruzzo    | Duca                             |
| stemma ancora da disegnare | Rizzardi                                                |             | Duca di Tremestieri              |
| | Rospigliosi                                             | Lazio       | Duca di Zagarolo                 |
| | Ruffo (Ramo dei duchi di Bagnara e Baranello)           | Campania    | Duca di Bagnara                  |
| | Ruffo (Ramo dei duchi di Bagnara e Baranello)           | Campania    | Duca di Baranello                |
| | Ruffo della Floresta                                    | Campania    | Duca                             |
| | Ruffo di Calabria                                       | Campania    | Duca di San Martino              |
| | Ruffo di Calabria                                       | Campania    | Duca di Guardia Lombarda         |
| | Ruspoli                                                 | Lazio       | Duca di Morignano                |
| | Sallier de la Tour (ramo secondogenito)                 |             | Duca di Calvello                 |
| | Sallier de la Tour (ramo secondogenito)                 |             | Duca                             |
| | Saluzzo                                                 |             | Duca di Corigliano               |
| | Salviati                                                | Toscana     | Duca                             |
| | Salviati                                                | Toscana     | Duca di Giuliano                 |
| | Sambiase Sanseverino                                    |             | Duca di Malvito                  |
| | Sambiase Sanseverino                                    |             | Duca di San Donato               |
| | Sanfelice                                               | Francia     | Duca di Bagnoli                  |
| | Sanfelice                                               | Francia     | Duca di San Cipriano             |
| | Sangro (di) (Ramo Dei Duchi Di Casacalenda)             | Campania    | Duca di Casacalenda              |
| | Sangro (di) (Ramo Dei Duchi Di Casacalenda)             | Campania    | Duca di Campolieto               |
| | Sangro (di) (Ramo Dei Duchi Di Casacalenda)             | Campania    | Duca di Telese                   |
| | San Martino Ramondetta                                  |             | Duca di Montalbo                 |
| stemma ancora da disegnare | Sansone                                                 |             | Duca di Torrefranca              |
| stemma ancora da disegnare | Santasilia                                              |             | Duca di Miranda                  |
| stemma ancora da disegnare | Santostefano                                            |             | Duca di Verdura                  |
| | Serra (linea dei Duchi di Cassano)                      | Liguria     | Duca di Cassano                  |
| stemma ancora da disegnare | Sersale (Linea Principesca)                             |             | Duca di Cerisano                 |
| stemma ancora da disegnare | Severino Longo                                          |             | Duca di Forlì'                   |
| stemma ancora da disegnare | Severino Longo                                          |             | Duca di Chiusa                   |
| | Sforza Cesarini                                         | Lazio       | Duca di Segni                    |
| | Sforza Cesarini                                         | Lazio       | Duca di Ginestra                 |
| | Sforza Cesarini                                         | Lazio       | Duca di Torricella               |
| stemma ancora da disegnare | Spadafora                                               |             | Duca di Spadafora                |
| stemma ancora da disegnare | Spadafora                                               |             | Duca di Bissana                  |
| stemma ancora da disegnare | Spinelli                                                |             | Duca di Marianella               |
| | Spucches (de)                                           | Sicilia     | Duca di Caccamo                  |
| | Spucches (de)                                           | Sicilia     | Duca di Santo Stefano            |
| stemma ancora da disegnare | Stolypine                                               |             | Duca di Montelfi                 |
| | Strozzi                                                 |             | Duca                             |
| | Stuart Fitz James                                       | Inghilterra | Duca di Alba                     |
| | Stuart Fitz James                                       | Inghilterra | Duca di Belwich                  |
| | Tagliavia                                               |             | Duca di Alagona                  |
| | Talleyrand De Perigord                                  | Francia     | Duca di Dino                     |
| stemma ancora da disegnare | Telesio                                                 | Calabria    | Duca di Toritto                  |
| stemma ancora da disegnare | Tellez Y Giron                                          |             | Duca di Mandas                   |
| | Theodoli Braschi                                        |             | Duca di Nemi                     |
| | Tomacelli Filomarino (Perrelli)                         |             | Duca di Monasterace              |
| | Tomacelli Filomarino (Perrelli)                         |             | Duca di Torre A Mare             |
| | Tomacelli Filomarino (Perrelli)                         |             | Duca di Castrofiano              |
| | Tomacelli Filomarino (Perrelli)                         |             | Duca di Noci                     |
| | Torlonia (ramo ducale I linea)                          | Lazio       | Duca di Poli                     |
| | Torlonia (ramo ducale I linea)                          | Lazio       | Duca di Guadagnolo               |
| | Torlonia (ramo principesco)                             | Lazio       | Duca di Ceri                     |
| | Torre e Tasso (della)                                   | Lombardia   | Duca di Castel Duino             |
| stemma ancora da disegnare | Torrigiani di Santa Cristina e di Sepino                |             | Duca di Santa Cristina           |
| stemma ancora da disegnare | Tortora Brayda                                          |             | Duca di Forlì'                   |
| stemma ancora da disegnare | Tortora Brayda                                          |             | Duca di Chiusa                   |
| stemma ancora da disegnare | Tosti                                                   | Campania    | Duca di Valminuta                |
| stemma ancora da disegnare | Tour (La) En Voivre                                     |             | Duca di San Oietro               |
| stemma ancora da disegnare | Tresca Carducci                                         |             | Duca di Ostuni                   |
| Stemma della famiglia Trigona | Trigona (Linea Di Misterbianco)                         | Sicilia     | Duca di Misterbianco             |
| Stemma della famiglia Trigona | Trigona (Linea Di Misterbianco)                         | Sicilia     | Duca di Sinagra                  |
| Stemma della famiglia Trigona | Trigona (Linea Di S. Elia)                              | Sicilia     | Duca di Gela                     |
| stemma ancora da disegnare | Trotti Bentivoglio                                      |             | Duca di San Gabrio               |
| stemma ancora da disegnare | Tufo (Del)                                              |             | Duca di Rocca Mandolfi           |
| stemma ancora da disegnare | Valguarnera                                             |             | Duca di Arenella                 |
| stemma ancora da disegnare | Valiante                                                | Basilicata  | Duca                             |
| stemma ancora da disegnare | Vanni                                                   | Toscana     | Duca di Archirafi                |
| stemma ancora da disegnare | Vannucci                                                |             | Duca di S. Biagio                |
| stemma ancora da disegnare | Vannucci                                                |             | Duca di Angio'                   |
| stemma ancora da disegnare | Vannucci                                                |             | Duca di Ravanusa Castellana      |
| Stemma della famiglia Da Varano | Varano                                                  |             | Duca                             |
| stemma ancora da disegnare | Vargas Machuca (De)                                     |             | Duca                             |
| stemma ancora da disegnare | Vasaturo                                                |             | Duca                             |
| stemma ancora da disegnare | Velluti Zati                                            | Toscana     | Duca di S.Clemente               |
| stemma ancora da disegnare | Vera D'Aragona (De)                                     |             | Duca di Verzino                  |
| stemma ancora da disegnare | Vera D'Aragona (De)                                     |             | Duca di Carinari                 |
| stemma ancora da disegnare | Vera D'Aragona (De)                                     |             | Duca di Alvito                   |
| stemma ancora da disegnare | Vergara Caffarelli                                      | Spagna      | Duca di Craco                    |
| stemma ancora da disegnare | Verusio                                                 |             | Duca di Ceglie                   |
| stemma ancora da disegnare | Vianini                                                 |             | Duca di Montagnareale            |
| stemma ancora da disegnare | Vianisi                                                 |             | Duca di Montagnareale            |
| stemma ancora da disegnare | Vincentini                                              |             | Duca di Montenero                |
| Stemma della famiglia Visconti (dal 1395) | Visconti                                                | Lombardia   | Duca di Vimodrone                |
| Stemma della famiglia Visconti (dal 1395) | Visconti di Modrone                                     | Lombardia   | Duca di Grazzano                 |
| stemma ancora da disegnare | Vivaldi - Pasqua                                        |             | Duca di San Giovanni             |